# Cristian Rodríguez (voetballer)
Cristian Gabriel Rodríguez Barotti (Juan Lacaze, 30 september 1985) is een Uruguayaans voetballer die doorgaans als linksbuiten speelt. Hij verruilde Independiente in februari 2017 Peñarol. Rodríguez debuteerde in 2003 in het Uruguayaans voetbalelftal.

## Interlandcarrière
Rodríguez debuteerde in 2003 in het Uruguayaans voetbalelftal. Hij was op 13 november 2013 een van de vijf doelpuntenmakers voor Uruguay in het eerste play-offduel tegen Jordanië (0-5) in de kwalificatie voor het WK voetbal 2014 in Brazilië. Rodríguez maakte eveneens deel uit van de Uruguayaanse selectie die deelnam aan de WK-eindronde 2018 in Rusland. La Celeste behaalde drie zeges op rij in groep A, waarna de ploeg van bondscoach Oscar Tabárez in de achtste finales afrekende met regerend Europees kampioen Portugal (2–1) door twee treffers van aanvaller Edinson Cavani. Zonder diens inbreng (kuitblessure) verloor Uruguay vervolgens in de kwartfinale met 2–0 van de latere wereldkampioen Frankrijk. Rodríguez kwam in alle vijf de duels in actie voor zijn vaderland.

## Erelijst
Peñarol
- Uruguayaans landskampioen

2003
 Paris Saint-Germain
- Coupe de France

2005/06
 FC Porto
- UEFA Europa League

2010/11
- Primeira Liga

2008/09, 2010/11, 2011/12
- Taça de Portugal

2008/09, 2009/10, 2010/11
- Supertaça Cândido de Oliveira

2010
 Atlético Madrid
- Primera División

2013/14
- Copa del Rey

2012/13
 Uruguay
- Copa América

2011